# Taylorsville (Kentucky)
La ville de Taylorsville est le siège du comté de Spencer, dans l'État du Kentucky, aux États-Unis. Sa population s’élevait à 763 habitants lors du recensement de 2010, estimée à 1 252 habitants en 2016.

## Source
- (en) Cet article est partiellement ou en totalité issu de l’article de Wikipédia en anglais intitulé « Taylorsville, Kentucky » (voir la liste des auteurs).